# Bartolomeo Leotardi
Bartolomeo Leotardi, francesizzato in Barthélemy Léotardi (Nizza, 1790 – Villars, 1870), è stato un politico italiano.

## Biografia
Fu Deputato del Regno di Sardegna per quattro legislature, eletto nel collegio elettorale di Puget-Théniers. Seppur di lingua francese, chiarì di non avere la nazionalità transalpina.